# Związki krzemoorganiczne
Związki krzemoorganiczne – związki chemiczne zawierające w cząsteczce połączone atomy krzemu i węgla. Spotyka się określenia, że takimi związkami są też połączenia krzemu ze sobą w łańcuchy lub połączenia z wodorem, tlenem, azotem lub fluorowcem.
Najważniejszymi związkami tego typu są:
- siloksany
- silikony i polimery silikonowe
- silany (krzemowodory)
- fluorowcosilany
- alkilosilany i arylosilany (krzemowęglowodory)
- alkilohalogenosilany
- silanole
- silanotiole
- silazany
- silanolany
- silseskwioksany
- estry sililowe
- sililoaminy
- silikaty (krzemiany)